# Rasp (tidning)
Rasp är en tidning som årligen utges av Teknologföreningen CS vid Chalmers tekniska högskola. Tidningen, som har devisen "för allvar och städat skämt", hör varje höst till studentlivet på skolan. Tidningen har getts ut sedan 1872, vilket gör den till Sveriges äldsta levande studentpublikation.
Sin första tidning började "CS" ge ut redan 1867. Den gavs ut varje lördag i ett enda, handskrivet exemplar. Åren 1870—1873 fick man ett verkligt kårorgan i tidningen "Framåt", som därefter gick upp i tidningen Rasp.